# 地球号食堂〜エコめし宣言
『地球号食堂〜エコめし宣言』（ちきゅうごうしょくどう・エコめしせんげん）とは、2009年10月4日から2010年3月28日まで、テレビ朝日系列ほかで、毎週日曜日の23:00 - 23:30（JST、特別番組などで遅延の場合もあり）に放送されていた番組である。
筆頭提供はトヨタ自動車（稀にブランドLEXUSの場合あり）であるが、それ以外のスポンサーが数社含まれ、事実上の複数協賛になった。

## 概要
2009年9月まで放送されていた『素敵な宇宙船地球号』で2009年5月から不定期で放送された同名シリーズをレギュラー番組化したもので、劇団ひとりが「地球号食堂」の店長として、毎回多彩なゲストとともに、環境に優しい食育を考えていこうとする番組として放送された。
2010年春の改編でテレビ朝日が『日曜ナイトドラマ』枠を立ち上げたため、2010年3月28日をもって番組終了。前身の『素敵な宇宙船地球号』時代を含めた「地球号」シリーズは13年の歴史にピリオドを打った。
本シリーズ終了後、本番組で司会を務めた劇団ひとりは、同年4月から水曜20時枠にて『そうだったのか!池上彰の学べるニュース』の司会を務めている。

## 出演者
- 劇団ひとり
- 矢島悠子（テレビ朝日アナウンサー）
- 茂木淳一（ナレーション）

## 音楽
- エンディングテーマ - 「Message feat.城南海 」(LGYankees)

## スタッフ
- 構成：岩井田洋光、櫻井昭宏、山田良平、田淵寛
- ロケ技術：米谷悟（イメージランド）
- スタジオ技術：小倉研 (ViViA)
- 美術：Saiko Camera
- スタイリスト：SERIKA
- ヘアメイク：Nico
- 編集：岩崎芳文
- EED：小林雄太
- 音効：田口恭平 (TSP)
- MA：大出典夫 (TSP)
- CG制作：小野隆
- コンサルタント：山本謙治
- フードコーディネート：どいちなつ
- 編成：渡辺実 (テレビ朝日)
- AD：橋爪明日香、波多野真代
- AP：藤本茂樹、三島昇
- ディレクター：村松秀昭、小柳健太、関根由美子、日野原加奈
- 演出：牛嶋創一
- プロデューサー：安田裕史 (テレビ朝日)、乾弘明、石井宏、柿崎拓哉
- 撮影協力：ライステラスカフェ、DADACAFE
- 制作協力：花組、テレビ朝日映像
- 制作著作：テレビ朝日

## 放送局
| 放送対象地域  | 放送局                | 系列           | 放送日時           |
| ------------- | --------------------- | -------------- | ------------------ |
| 関東広域圏    | テレビ朝日 （制作局） | テレビ朝日系列 | 日曜 23:00 - 23:30 |
| 北海道        | 北海道テレビ          | テレビ朝日系列 | 日曜 23:00 - 23:30 |
| 青森県        | 青森朝日放送          | テレビ朝日系列 | 日曜 23:00 - 23:30 |
| 岩手県        | 岩手朝日テレビ        | テレビ朝日系列 | 日曜 23:00 - 23:30 |
| 宮城県        | 東日本放送            | テレビ朝日系列 | 日曜 23:00 - 23:30 |
| 秋田県        | 秋田朝日放送          | テレビ朝日系列 | 日曜 23:00 - 23:30 |
| 山形県        | 山形テレビ            | テレビ朝日系列 | 日曜 23:00 - 23:30 |
| 福島県        | 福島放送              | テレビ朝日系列 | 日曜 23:00 - 23:30 |
| 長野県        | 長野朝日放送          | テレビ朝日系列 | 日曜 23:00 - 23:30 |
| 新潟県        | 新潟テレビ21          | テレビ朝日系列 | 日曜 23:00 - 23:30 |
| 静岡県        | 静岡朝日テレビ        | テレビ朝日系列 | 日曜 23:00 - 23:30 |
| 中京広域圏    | メ〜テレ              | テレビ朝日系列 | 日曜 23:00 - 23:30 |
| 石川県        | 北陸朝日放送          | テレビ朝日系列 | 日曜 23:00 - 23:30 |
| 近畿広域圏    | 朝日放送              | テレビ朝日系列 | 日曜 23:00 - 23:30 |
| 広島県        | 広島ホームテレビ      | テレビ朝日系列 | 日曜 23:00 - 23:30 |
| 山口県        | 山口朝日放送          | テレビ朝日系列 | 日曜 23:00 - 23:30 |
| 香川県 岡山県 | 瀬戸内海放送          | テレビ朝日系列 | 日曜 23:00 - 23:30 |
| 愛媛県        | 愛媛朝日テレビ        | テレビ朝日系列 | 日曜 23:00 - 23:30 |
| 福岡県        | 九州朝日放送          | テレビ朝日系列 | 日曜 23:00 - 23:30 |
| 長崎県        | 長崎文化放送          | テレビ朝日系列 | 日曜 23:00 - 23:30 |
| 熊本県        | 熊本朝日放送          | テレビ朝日系列 | 日曜 23:00 - 23:30 |
| 大分県        | 大分朝日放送          | テレビ朝日系列 | 日曜 23:00 - 23:30 |
| 鹿児島県      | 鹿児島放送            | テレビ朝日系列 | 日曜 23:00 - 23:30 |
| 沖縄県        | 琉球朝日放送          | テレビ朝日系列 | 日曜 23:00 - 23:30 |
| 富山県        | 北日本放送            | 日本テレビ系列 | 日曜 17:00 - 17:30 |